# Fred Parfitt
Pour les articles homonymes, voir Parfitt.

a Compétitions nationales et continentales officielles uniquement.

b Matchs officiels uniquement.
Frederick « Fred » Charles Parfitt, né le 12 août 1869 à Pontnewydd et mort le 20 mars 1953 à Newport, est un joueur de rugby à XV international gallois. Il évolue au poste de demi de mêlée tant en sélection nationale qu'avec le club de Newport RFC où il passe l'essentiel de sa carrière rugbystique. Une fois celle-ci finie, il pratique le boulingrin et il y connaît également des sélections avec le pays de Galles.

## Carrière
En tant que joueur de rugby à XV Fred Parfitt porte les couleurs du club de sa ville de naissance Pontnewydd, avant de jouer dans un club plus huppé, le Newport RFC. À Newport, Parfitt est associé à Percy Phillips (demi d'ouverture) pour former la charnière, et il distribue le jeu derrière un redoutable pack d'avants. L'équipe compte Bob Gould, Arthur Gould (trois-quarts centre) et Charlie Thomas, arrière polyvalent.
Parfitt honore sa première cape internationale lors du tournoi britannique en 1893 pour le match d'ouverture face à l'Angleterre. Sous le capitanat d'Arthur Gould, Parfitt est associé à Phillips, réputé pour être un attaquant insaisissable et avoir des carences en défense et au jeu au pied. Phillips compense en combinant avantageusement avec Gould, la ligne d'attaque des arrières croise ou feinte pour surprendre l'adversaire et le perforer. La tâche de Parfitt est de couvrir Phillips pour pallier ses carences défensives. Parfitt et Phillips sont retenus pour les trois matches du tournoi 1893, les joueurs du XV du Chardon remportent pour la première fois le championnat, tout en réussissant également la Triple Couronne.
Parfitt est de nouveau sélectionné pour le championnat suivant, le tournoi britannique 1894, qui débute pour les champions en titre par une lourde défaite 24 à 3 contre l'équipe d'Angleterre. Au cours de cette rencontre, Parfitt inscrit ses uniques points internationaux en inscrivant un essai, bien que le pack d'avants gallois se dispute toute la rencontre, Frank Hill n'écoutant pas les consignes de son capitaine Arthur Gould. Lors de la rencontre suivante, le XV du Poireau obtient la victoire sur l'Écosse. Et lors du troisième match de 1894, Parfitt change de partenaire à la charnière pour affronter l'Irlande, Phillips est remplacé par Ralph Sweet-Escott, joueur de Cardiff. 
Parfitt n'est appelé qu'une seule fois lors du tournoi britannique de rugby à XV 1895, avec Selwyn Biggs comme partenaire, pour un match perdu contre les Écossais. Il retrouve Biggs lors du championnat 1896, pour une victoire contre le XV écossais. Son dernier match international est disputé cette année-là contre les Irlandais. Il est alors sélectionné avec comme nouveau partenaire Llewellyn Lloyd, joueur qui va compter douze sélections en équipe nationale et être capitaine du club de Newport.

## Statistiques

### En club
Fred Parfitt dispute huit saisons avec le Newport RFC au cours desquelles il joue 116 rencontres et marque 41 points. Les statistiques du joueur avec Bath ne sont pas connues. 
| Saison    | Matches | Pts | Essais | Transf. |
| 1889-1890 | 4       | -   | -      | -       |
| 1890-1891 | 5       | 2   | 1      | -       |
| 1891-1892 | 31      | 18  | 2      | 6       |
| 1892-1893 | 24      | 6   | 2      | -       |
| 1893-1894 | 19      | 9   | 3      | -       |
| 1894-1895 | 14      | 3   | 1      | -       |
| 1895-1896 | 15      | 3   | 1      | -       |
| 1896-1897 | 4       | -   | -      | -       |
| Total     | 116     | 41  | 10     | 6       |

### En équipe nationale
Fred Parfitt dispute neuf matchs avec l'équipe du pays de Galles. Il participe au premier tournoi britannique remporté par le pays de Galles en obtenant une triple couronne.
| Année | Compétition         | Matches | Points | Essais |
| 1893  | Tournoi britannique | 3       | -      | -      |
| 1894  | Tournoi britannique | 3       | 3      | 1      |
| 1895  | Tournoi britannique | 1       | -      | -      |
| 1896  | Tournoi britannique | 2       | -      | -      |
| Total | Total               | 9       | 3      | 1      |